# Basilika St. Peter und Paul (Nadur)

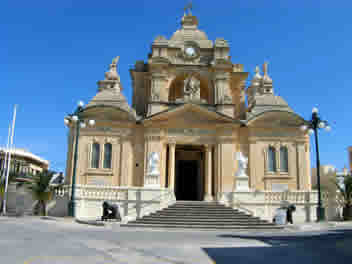
Fassadenansicht

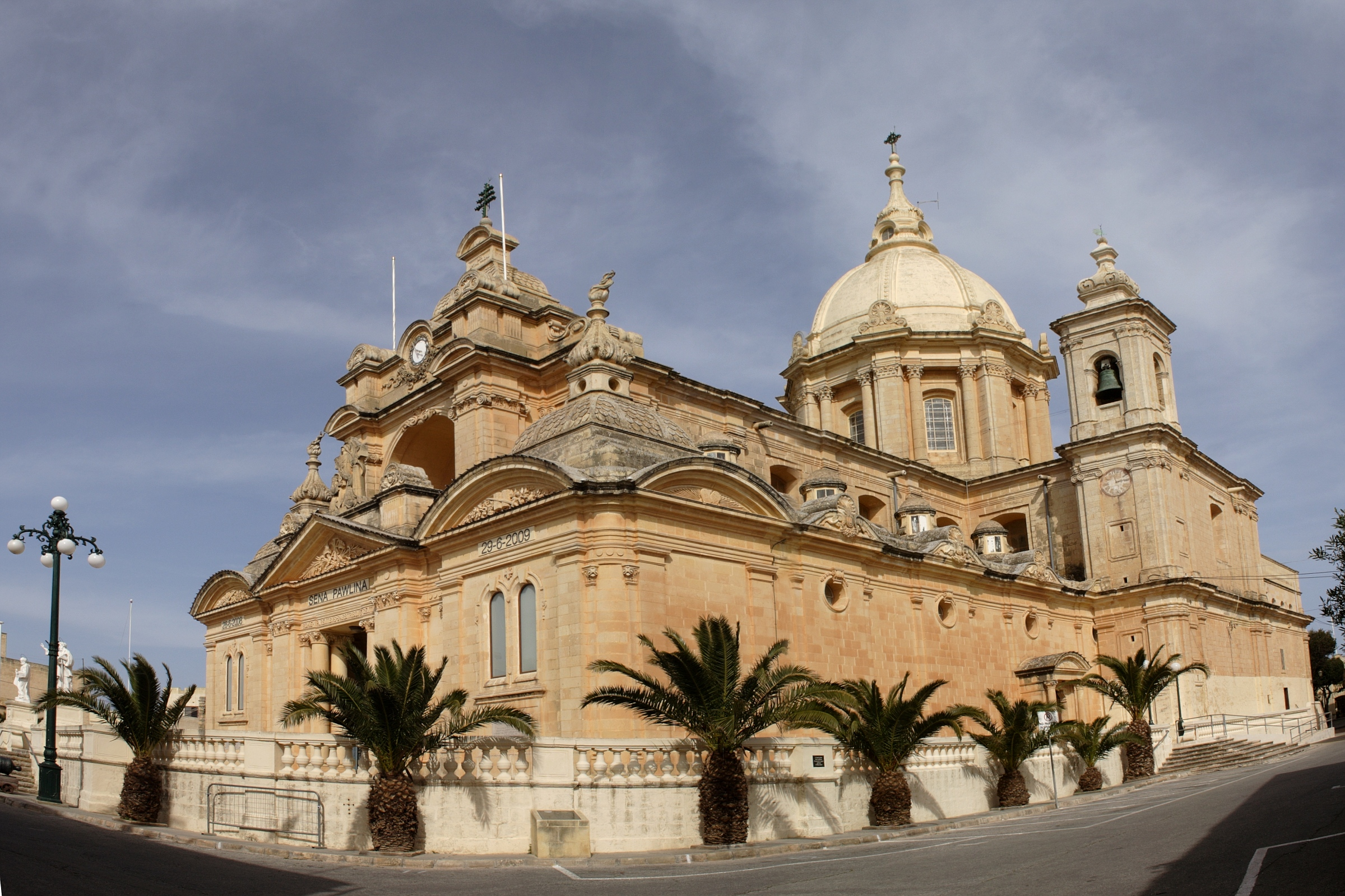
Rückseite der Basilika in Nadur

Die Basilika St. Peter und Paul steht in Nadur auf der maltesischen Insel Gozo und gehört zum Bistum Gozo, welches die Inseln Gozo und Comino umfasst. Sie ist unter der Nummer 1004 im National Inventory of the Cultural Property of the Maltese Islands verzeichnet.

## Geschichte
Der Legende nach folgte der Bauer Ġirgor Buttiġieġ einer Prophezeiung und lud den Grundstein für die Kirche seinem Esel auf. Dieser kletterte ohne Aufforderung bis zum höchsten Punkt der Ortschaft, wo sodann die Kirche gebaut wurde.
1688 wurde Nadur zur eigenen Pfarrei erhoben. An der Stelle der heutigen Kirche, welche den höchsten Punkt der Stadt bildet, befand sich vorher bereits eine kleinere Kirche sowie ein weiterer Vorgängerbau. Der Grundstein für die heutige Kirche wurde am 28. September 1760 gelegt, die Entwürfe für die Kirche wurden vom maltesischen Architekten Giuseppe Bonniċi (1707–1779) erstellt. Die Weihe der Kirche erfolgte am 12. Mai 1867.
1907 erfolgte die erste Renovierung unter Erzpriester Martin Camilleri, wobei die Seitenschiffe, die Kuppel und die Fassade von Antonio Sciortino (1879–1947) im Stil der italienischen Renaissance gestaltet wurden.
Am 26. Juni 1967 wurde die Kirche von Papst Paul VI. zur Basilica minor erhoben.

## Bau
Der Innenraum der Kirche ist reich mit Marmorverzierungen geschmückt, auch die Kanzel besteht aus Marmor. Der Entwurf für den Stuck stammt ebenfalls von Antonio Sciortino.

### Gemälde
Die Gemälde der Kuppel und der Decke, welche Szenen aus dem Leben der Heiligen Peter und Paul darstellen, wurden von Lazarro Pisani (aus Żebbuġ) geschaffen. Alle 49 Bilder wurden auf Leinwand gemalt und bedecken über 300 m². Das Bild der Kuppel zeigt Peter und Paul zusammen mit Jesus Christus. Die Stichkappen zeigen das Missionswerk in den damals vier bekannten Kontinenten: Europa wird durch Kaiser Konstantin dargestellt, welcher das erscheinende Kreuz betrachtet, Afrika durch den predigenden Evangelisten St. Markus, Asien durch den ein Kind taufenden Franz Xaver und Amerika durch Christoph Kolumbus, welcher den Heiden ein Kreuz zeigt.
Das Chorgemälde zeigt Gottvater, der die Sonne und den Mond erschafft, Symbole von Petrus und Paulus. Weitere Gemälde im Chor zeigen den Siegeszug der Kirche und die Missionierung der Heiden durch die Apostel Petrus und Paulus. Weiterhin sind Symbole der kirchlichen Zeremonie zu sehen: Kreuz, Weihrauchfass, Kelch, Messbuch, Myron, Olive und Palmenzweige. Weiterhin sind in den Chorgemälden sechs frühe Päpste zu sehen: St. Clemens (Clemens I.), St. Gregor der Große (Gregor I.), St. Anaklet (Anaklet I.), Leo der Große (Leo I.), St. Innozenz (Innozenz I.) und Sixtus V. sowie die römischen Kaiser Trajan und Aurelius.
Das Gemälde der rechten Seitenkapelle zeigen die wundersame Errettung St. Peters aus dem Gefängnis durch einen Engel, den Siegeszug der Kirche und Päpste sowie Attribute des Petrus (Netz, Segel, Anker, Wind und Polarstern sowie Schlüssel, Kelch, Kette und Märtyrerkrone). Weiterhin sind auch St. Theodorus (Bischof in Syrien), St. Egisippus, St. Hieronymus, St. Bernhard ein Jesusbild zeigend, St. Optatus und St. Hilarius verewigt.
Die linke Seitenkapelle zeigt St. Paul im Dritten Himmel in Gegenwart der heiligen Dreifaltigkeit, welche von Seraphim und den Propheten des Alten Testaments umgeben ist. Zu sehen sind in der Kapelle auch Gemälde von Adam und Eva. Ergänzt wird die Kapelle durch Gemälde auf welchen Symbole des Petrus zu sehen sind: sein abgetrennter Kopf, Schwert, drei Fontänen, die Paulusbriefe und eine Trompete. Die gegenüber liegende Seite des Gemäldes zeigt Szenen aus der Predigertätigkeit des Paulus: eine aus dem Feuer springende Giftschlange und ein Buch. Das Gemälde wird gerahmt von Engelszeichen: Lorbeer symbolisiert die Weisheit, Eiche die Strenge, Trompete die Predigt und ein Schwert als Symbol für Paulus. Weiterhin findet sich Kapellengemälde eine Krone, Symbol für die heilige Jungfrau Maria. Weitere Gemälde zeigen Anselm von Nonantola, den Märtyrer St. Dionysius von Paris, St. Thomas von Aquin, Beda Venerabilis, Cornelius a Lapide (ein biblischer Kommentator) und Johannes Chrysostomos.
Das erste Deckengemälde zeigt die beiden Heiligen bei der Predigt. Während Paul zum römischen Volk spricht, ist Petrus ins Gebet vertieft. Im Hintergrund sind das Kolosseum von Rom, Castor-und-Pollux-Tempel und römische Senatoren in weißen Togas zu sehen. Das Gemälde ist von Engeln mit Trompeten, Fackeln, Büchern und Schriften umgeben. Zwischen den Fenstern finden sich Gemälde von Petrus Damiani und Papst Leo XIII.
Das Gemälde im zweiten Deckenabschnitt zeigt den betenden Petrus, der dabei den teufel verjagt. Um die Szene herum flüchten sich Menschen in Angst. Zu sehen sind auch Kaiser Nero mit seinen Höflingen und Jungfrauen, die dem Feuer entkommen. Das Bild wird auf der rechten Seite begrenzt von den Symbolen des Sieges und des Gebets, die linke Seite von Symbolen der Hexerei und einem Blitz. Zwischen den Fenstern finden sich Gemälde von St. Ambrosius, St. Augustinus mit seinem Buch De civitate Dei, St. Athanasius und St. Basil. Der dreiarmige Leuchter symbolisiert die heilige Dreifaltigkeit, der zweiarmige Leuchter die beiden Naturen Jesu, die menschliche und die göttliche.
Das Gemälde im dritten und letzten Deckenabschnitt zeigt Attila mit seiner Armee auf dem Weg nach Rom vor Papst Leo I. und seinem Gefolge. Attila hält gerade, da er in einer Vision die beiden Heiligen mit gezogenen Schwertern auf ihn zukommen sieht. Das Gemälde wird begrenzt von vier Engeln, einer hält die Basilika, der andere die Tiara – Symbol für Papsttum und Kirche –, ein weiterer steckt sein Schwert in die Scheide zurück, der letzte zertritt eine riesige Schlange. Zwischen den Fenstern befinden sich Gemälde von St. Avodius, St. Cyprian, St. Petrus Chrysologus und St. Prosperus zu sehen.
Das Apsisgemälde zeigt die beiden Heiligen als Weltenrichter, zusammen mit Vertretern Roms, Polens, Frankreichs, Englands, des Heiligen Römischen Reichs deutscher Nation und des Orients sowie auch Maltas. Neben Paul finden sich auch der Evangelist Lukas mit einem Bild der Jungfrau und der Märtyrer St. Coronatus.

### Weitere Kapellen und Ausstattung
Weitere Kapellen sind: Franz-von-Paola-Kapelle, St. Martins-Kapelle, Erlöserkapelle, Seelen-im-Fegefeuer-Kapelle, Anonius-von-Padua-Kapelle und St. Anna-Kapelle.
Die architektonischen Verzierungen sind ein Werk des Italieners Pio Cellini. Zur Ausstattung gehört auch eine Statue von den Heiligen Peter und Paul, welche 1882 in Marseille geschnitzt wurde. Am Altar Unserer Lieben Frau vom Berg Karmel liegt das Skelett des zweiten Schutzpatrons der Kirche, St. Coronatus.

## Sonstiges
Das Patronatsfest ist vom 28. auf den 29. Juni, der in Malta auch gesetzlicher Feiertag ist. Die Pfarrei hat ihre eigene Radiostation, Radjuluminaria und ist Besitzer des Maritimmuseums von Gozo.